# Markus Strömbergsson

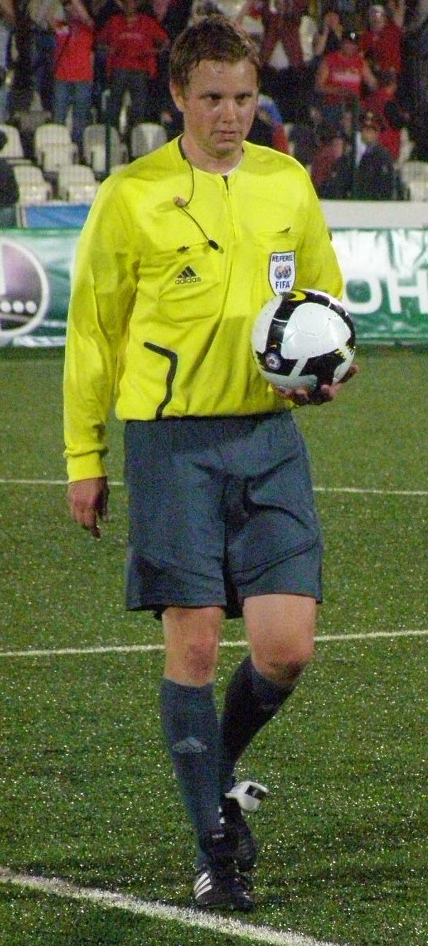
Markus Strömbergsson

Markus Strömbergsson (* 26. April 1975 in Gävle) ist ein schwedischer Fußballschiedsrichter.

## Werdegang
Der aus Gävle stammende Strömbergsson debütierte 1996 auf Verbandsebene als Schiedsrichter. 2002 rückte er zum Schiedsrichter in der zweitklassigen Superettan auf, wo er sich in der Folge bewährte und ab der Erstliga-Spielzeit 2003 zum Allsvenskan-Referee befördert wurde.
2006 stieg Strömbergsson zum FIFA-Schiedsrichter auf. Internationale Erfahrung sammelte er im UEFA Intertoto Cup und im UEFA-Pokal sowie dessen Nachfolger Europa League. Im Juni 2009 leitete er erstmals ein Pflichtländerspiel im Männerbereich, als er im Rahmen der Qualifikation zur Weltmeisterschaft 2010 das Spiel zwischen Wales und Aserbaidschan leitete.

## Einsätze
- Drei Einsätze in der Endrunde der U-21-Fußball-Europameisterschaft 2011